# Fosfatasa alcalina

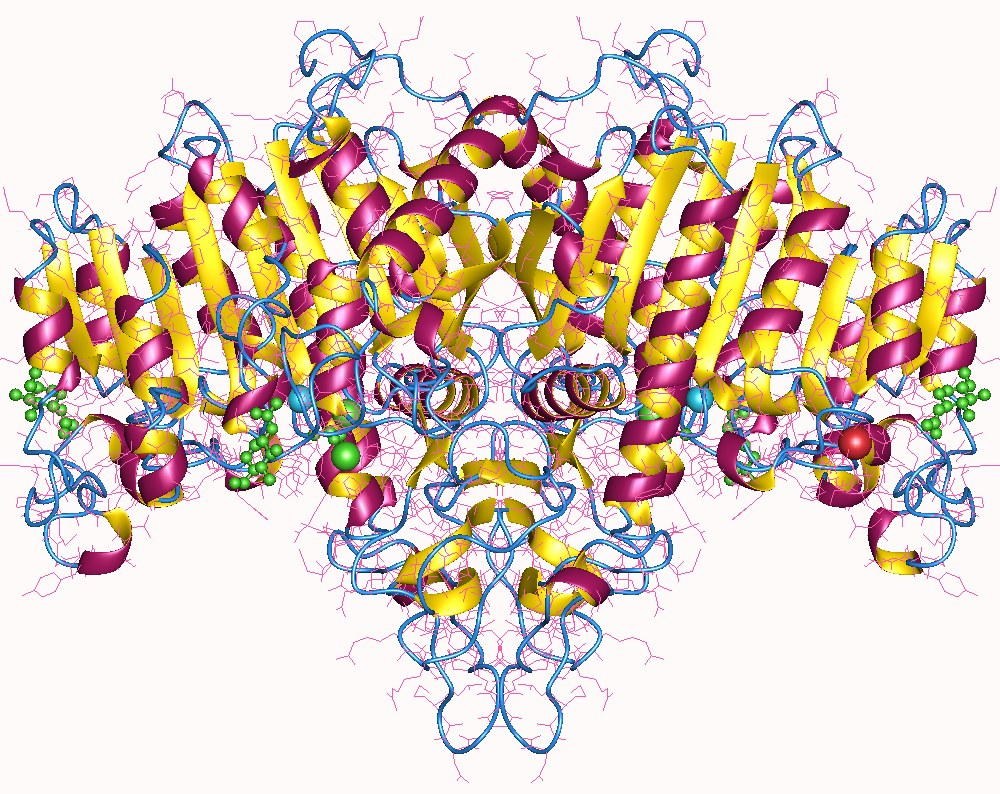
Fosfatasa alcalina dimer, Human.

La fosfatasa alcalina (EC 3.1.3.1, CAS núm 9001-78-9) (50.000-60.000 Da) és un enzim hidrolasa responsable d'eliminar grups de fosfats de diversos tipus de molècules com nucleòtids, proteïnes i alcaloides. El procés d'eliminar el grup fosfàtic s'anomena desfosforilació. Com suggereix el seu nom, les fosfatases alcalines són més efectives en un entorn alcalí.
La fosfatasa alcalina rep el nom d'orto-fosfòric-monoéster hidrolasa. Aquests enzims procedeixen de la ruptura normal de les cèl·lules sanguínies i d'altres teixits, moltes fosfatases alcalines no tenen un paper metabòlic en el plasma excepte les enzims relacionats amb la coagulació i amb el sistema del complement. La fosfatasa és un enzim classificada dins de les hidrolases. Les fosfatases alcalines són enzims que es troben presents en gairebé tots els teixits de l'organisme, sent particularment alta en ossos, fetge, placenta, intestins i ronyó. Tant l'augment, així com la seva disminució en plasma tenen significat clínic. Les causes d'un augment d'ALP:
- Malaltia òssia de Paget, obstruccions hepàtiques, hepatitis, hepatoxicitat per medicaments i osteomalàcia.

Les causes d'una disminució de FAL:
- Cretinisme i dèficit de vitamina C.